# Atlantic Rhapsody
Atlantic Rhapsody – 52 billeder fra Torshavn er en færøsk film fra 1989 af instruktør Katrin Ottarsdóttir efter eget manuskript. Det var den første færøskproducerede spillefilm.
Filmen viser en dag i livet for nogle indbyggere i Torshavn. Filmen begynder med en far og en datter, der får morgenmad, mens nogle brandbiler kører forbi. En kvinde og hendes barn kigger på ilden og møder et ægtepar. Parret hilser på en mand, som skal ud med sin båd, osv.

## Handling
52 scener fra Tórshavn. Atlantic Rhapsody er ikke en traditionel spillefilm. Den handler heller ikke om William Heinesens færinger. Den er en kaleidoskopisk fortælling om det brogede hverdagsliv i verdens mindste hovedstad. En fortælling som i 52 scener tager os på en tur med små og store begivenheder på en helt almindelig dag.